# Where Happiness Dwells
Pour plus de détails, voir Fiche technique et Distribution.
Where Happiness Dwells est un film muet américain réalisé par Burton L. King, sorti en 1915.

## Fiche technique
- Titre : Where Happiness Dwells
- Réalisation : Burton L. King
- Scénario : Bennett Cohen
- Producteur :
- Société de production : Universal Film Manufacturing Company
- Société de distribution : Universal Film Manufacturing Company (États-Unis), Transatlantic (Royaume-Uni)
- Pays d'origine :  États-Unis
- Langue : film muet avec les intertitres en anglais américain
- Métrage : 300 m (1 bobine)
- Format : Noir et blanc — 35 mm — 1,33:1 — Muet
- Genre : Film dramatique
- Durée : 10 minutes
- Dates de sortie : 
  -  États-Unis : 10 août

## Distribution
- Edward Sloman : Stanley Lambert M.D.
- Adele Lane : Grace Manning
- Frances Nelson : La servante de Grace
- Seymour Zeliff : Le majordome de Stanley